# غمار أليف الكهوف
الغمار الأليف الكهوف (الاسم العلمي:Gammarus troglophilus) هو نوع من القشريات يتبع جنس الغمار من الفصيلة الغمارية.